# Saison 2 des Vacances de l'amour
Chronologie
Saison 1 Saison 3
Cet article présente la deuxième saison de la série télévisée Les Vacances de l'amour.

## Distribution

### Acteurs principaux (dans l'ordre d'apparition au générique)
- Laly Meignan : Laly Polleï (épisode 4 à 12 et 15 à 23)
- Laure Guibert : Bénédicte Breton (épisode 1 à 5 et 7 à 23)
- Karine Lollichon : Nathalie (épisode 1,3,4,5,7 et 9 à 23)
- Philippe Vasseur : José Da Silva (épisode 1 à 23)
- Olivier Casadesus : Olivier Legendre (épisode 1 à 5 et 7 à 23)
- Annette Schreiber : Cynthia Sharks (épisode 1,3,4,5,7 et 9 à 18)
- Rochelle Redfield : Johanna McCormick (episode 10 à 23)
- Tom Schacht : Jimmy Werner (épisode 1 à 5,7 et 10 à 23)
- Patrick Puydebat : Nicolas Vernier (épisode 1 à 7 et 10 à 23)

### Acteurs récurrents
- Isabelle Bouysse : Jeanne Garnier (épisode 3,15,16,20 à 23)
- Ludovic Van Dorm : Stéphane Charvet (épisode 1,2,4 à 9)
- Alain Flick : Robert Galfi (épisode 1,2,6 et 7)
- Bertrand Cohen : Franck (épisode 10,19 et 23)
- Vincent Farragi : Richard (épisode 10,15,16,20 à 23)
- Philippe Lavot : Antoine (épisode 10,15,16,20 à 23)

## Liste des épisodes
1. Trafic, première partie
2. Trafic, seconde partie
3. Retour de flammes
4. Décollage immédiat
5. Le roi de cœur
6. L'affaire Don Bardone, première partie
7. L'affaire Don Bardone, seconde partie
8. L'appel du large, première partie
9. L'appel du large, seconde partie
10. Richard
11. L'étrangère, première partie
12. L'étrangère, seconde partie
13. Rupture, première partie
14. Rupture, seconde partie
15. Maladie d'amour, première partie
16. Maladie d'amour, seconde partie
17. La pêche miraculeuse
18. Cacahuète
19. L'ange maudit
20. Le secret de Jeanne, première partie
21. Le secret de Jeanne, deuxième partie
22. Duel
23. Le secret de Jeanne, troisième partie

### Épisode 1:Trafic, première partie
- Anna Danilenko
- Alain Flick
- Dominique Hulin
- Patrick Laplace
- Chris Le Goff
- Maximilien Regiani
- Nicolas Tavlitzki
- Brian Yan

### Épisode 2:Trafic, seconde partie
- Anna Danilenko
- Alain Flick
- Dominique Hulin
- Patrick Laplace
- Chris Le Goff
- Maximilien Regiani
- Antoine Stip
- Nicolas Tavlitzki
- Brian Yan

### Épisode 3:Retour de flammes
- Georges Ayusawa
- Henri Blondin
- Sylvain Clément
- Stéphane Henon

### Épisode 4:Décollage immédiat
- Lemmy Constantine
- Mike Marshall
- Olga Sékulic

### Épisode 5:Le roi de cœur
- Florence Caillon
- Hector de Malba
- Rebecca Hampton
- Emmanuelle Le Coze
- Florence Mattei

### Épisode 6:L'affaire Don Bardone, première partie
- Lupo Alberto
- Alain Flick
- Vanessa Kula
- Tony Librizzy
- Gérard Surugue
- Jean Valmont
- Salvatore & Anselmo

### Épisode 7:L'affaire Don Bardone, seconde partie
- Lupo Alberto
- Alain Flick
- Vanessa Kula
- Tony Librizzy
- Gérard Surugue
- Jean Valmont
- Salvatore & Anselmo

### Épisode 8:L'appel du large, première partie
- Stéphane Bonnet
- Jean-Michel Flagothier
- Antoine Herbez
- Fabiana Saba
- Jill Taft
- Lydia Tyler

### Épisode 9:L'appel du large, seconde partie
- Stéphane Bonnet
- Jean-Michel Flagothier
- Antoine Herbez
- Fabiana Saba
- Jill Taft
- Lydia Tyler

### Épisode 10:Richard
- Bertrand Cohen
- Vincent Farragi
- Philippe Kévine-Lavot

### Épisode 11:L'étrangère, première partie
- Anne-Sophie Tricot

### Épisode 12:L'étrangère, seconde partie
- Anne-Sophie Tricot
- Jean Antolinos

### Épisode 13:Rupture, première partie
- Jean-Charles Chagachbanian
- Xavier Fiems
- Bruno Flender
- Benjamin Kauffholz
- Gaëlle Le Fur
- Daphné Ruspoli
- Xavier Tomaszewski

### Épisode 14:Rupture, seconde partie
- Jean-Charles Chagachbanian
- Xavier Fiems
- Bruno Flender
- Benjamin Kauffholz
- Gaëlle Le Fur
- Daphné Ruspoli
- Xavier Tomaszewski

### Épisode 15:Maladie d'amour, première partie
- Vincent Farragi
- Philippe Lavot
- Serge Nicolaï
- Guy Paquette

### Épisode 16:Maladie d'amour, seconde partie
- Vincent Farragi
- Stéphane Gildas
- Philippe Lavot
- Serge Nicolaï
- Guy Paquette

### Épisode 17:La pêche miraculeuse
- Jean-Michel Dagory
- Bernard Fructus
- Pierre-Jean Peters
- Reinhild Straboni-Stegger
- Gaëtan Wenders

### Épisode 18:Cacahuète
- Shirley Bousquet
- Déborah Elmalek

### Épisode 19:L'ange maudit
- Bertrand Cohen
- Jean-Pierre Fargeot
- Laurent Mileschi
- Kenan Raven
- Sylvain Robert

### Épisode 20:Le secret de Jeanne, première partie
- Vincent Di Grande
- Vincent Farragi
- Philippe Lavot
- Pierre-Jean Pagès

### Épisode 21:Le secret de Jeanne, deuxième partie
- Vincent Farragi
- Philippe Lavot
- Pierre-Jean Pagès

### Épisode 22:Duel
- Vincent Farragi
- Richard Jorda-Segui
- Philippe Lavot
- Alexandra Pic
- Norman Stokle
- Frederic Zaid

### Épisode 23:Le secret de Jeanne, troisième partie
- Bertrand Altman
- Jay Benedict
- Bertrand Cohen
- Vincent Farragi
- Philippe Lavot